# Cyclaspis platymerus
Cyclaspis platymerus är en kräftdjursart som beskrevs av John Todd Zimmer 1944. Cyclaspis platymerus ingår i släktet Cyclaspis och familjen Bodotriidae.
Artens utbredningsområde är Mexikanska golfen. Inga underarter finns listade i Catalogue of Life.